# Bahnhof Bedesbach-Patersbach
Der Bahnhof Bedesbach-Patersbach – bis 1910 Bedesbach – war der Bahnhof der rheinland-pfälzischen Ortsgemeinde Bedesbach. Er befand sich an der 1904 eröffneten Glantalbahn Homburg–Bad Münster entlang des mittleren Streckenabschnitt Altenglan–Lauterecken-Grumbach. Als Gütertarifpunkt hatte er durch den benachbarten Bedesbacher Steinbruch große Bedeutung. 1985 wurde der Personenverkehr eingestellt, vier Jahre später der Güterverkehr. Mit der Aufnahme des Draisinenbetriebs auf der Glantalbahn zwischen Altenglan und Staudernheim wurde an seiner Stelle eine Draisinenstation eingerichtet.

## Lage
Der Bahnhof befand sich am südwestlichen Ortsrand der Gemeinde Bedesbach. Bereits auf der anderen Seite des Glans schließt sich Patersbach an. Er lag 197,0 Meter über Normalnull zwischen den Bahnstationen Altenglan (km 31,9) im Süden und Ulmet (km 60,8) im Norden.
Der Nullpunkt der Bahnstrecke liegt dabei westlich des Bahnhofs Scheidt. Von da führt die Kilometrierung über die seit 1879 beziehungsweise 1895 existierende Bestandsstrecke bis Rohrbach, anschließend über die am 1. Januar 1904 bestehende Verbindung über Kirkel und Limbach und danach wechselte sie auf die Glantalbahn. Später wurde der Streckenabschnitt Homburg–Altenglan neu kilometriert, während die Kilometrierung nördlich von Altenglan bestehen blieb. Demnach befindet sich die Station von Homburger Hauptbahnhof aus betrachtet beim Streckenkilometer 34,4.

## Geschichte

### Erfolglose Bemühungen um einen Bahnanschluss
Obwohl eine Bahnstrecke entlang des Glan als Verbindung zwischen dem Saargebiet und der Region um Bingen aus geographischer Perspektive naheliegend gewesen wäre, verhinderte die Kleinstaaterei im 19. Jahrhundert lange Zeit einen entsprechenden Bau. Erste Bemühungen, die auf einen Bahnanschluss der nordwestlichen Pfalz abzielten, gehen bis ins Jahr 1856 zurück. Im Zuge des Baus der Rhein-Nahe-Bahn zielte eine Initiative darauf ab, eine Trasse über Lauterecken, Altenglan und Kusel bis nach St. Wendel und Neunkirchen auf den Weg zu bringen. Die Bestrebungen hatten jedoch keinen Erfolg, da Preußen eine solche Bahnstrecke in erster Linie innerhalb des eigenen Territoriums haben wollte. Im mittleren und unteren Glantal zwischen Altenglan und Staudernheim verlief die Grenze zwischen Bayern und Preußen sehr unregelmäßig, was dem Bahnbau ebenfalls abträglich war.
1868 wurde die Bahnstrecke Landstuhl–Kusel eröffnet, die jedoch lediglich von Glan-Münchweiler bis Altenglan entlang des Glan führt. Dies beflügelte die Bestrebungen der Gemeinden im Flusstal nördlich von Altenglan, einen Bahnanschluss zu fordern, was jedoch zunächst erfolglos blieb. Zunächst scheiterte das Vorhaben an unterschiedlichen Vorstellungen zur Zinsgarantie zwischen Preußen und Bayern, deren Territorium die Strecke berühren sollte.

### Weitere Entwicklung
Erst gegen Ende des 19. Jahrhunderts revidierte Bayern seine ablehnende Haltung gegenüber einer strategischen Bahnlinie entlang des gesamten Glan, da sich die deutschen Beziehungen zu Frankreich zwischenzeitlich verschlechtert hatten. Die strategische Strecke sollte von Homburg aus unter Mitbenutzung der Bahnstrecke Landstuhl–Kusel auf dem Abschnitt Glan-Münchweiler–Altenglan und der vom Lautertal aus kommenden Strecke ab Lauterecken bis nach Bad Münster verlaufen, wobei sich der Verlauf ab Odernheim am rechten Ufer der Nahe orientieren sollte. Gleichzeitig war vorgesehen, die Bestandsstrecke Lauterecken–Odernheim zweigleisig auszubauen.
Die Glantalbahn wurde schließlich am 1. Mai 1904 auf durchgehender Länge eröffnet; entlang dieser neuen Bahnstrecke war Bedesbach-Patersbach eine von insgesamt 26 Unterwegsstationen.
Zwischen dem 24. und 27. September 1938 fand eine Wehrübung in der Pfalz statt. Zu den Zielbahnhöfen der Truppenzüge aus Frankfurt am Main gehörte unter anderem Bedesbach-Patersbach. Im selben Jahr erhielt der Bahnhof aus militärischen Gründen eine Verladerampe, die die längste ihresgleichen entlang der gesamten Glantalbahn war. Im Zweiten Weltkrieg diente sie der Truppenverladung für den Afrikafeldzug.
Zum 5. Mai 1941 wurde ein Verzeichnis mit dem Titel „lebenswichtige Züge“ herausgebracht, da aufgrund des Krieges damit zu rechnen war, dass es nicht möglich war, den Fahrplan einzuhalten. Aus diesem Grund umfasste es ein Mindestangebot an Zügen. Zwischen Altenglan und Lauterecken sollten demnach mindestens vier Züge verkehren.

### Bedeutungsverlust nach dem Zweiten Weltkrieg
Nach dem Zweiten Weltkrieg verlor die Glantalbahn stetig an Bedeutung. Dies hatte zur Folge, dass das zweite Gleis schrittweise demontiert wurde. So war 1962 der Abschnitt zwischen Bedesbach-Patersbach und St. Julian nur noch eingleisig. Zwei Jahre später war Bedesbach-Patersbach neben St. Julian nur noch einer von insgesamt zwei Kreuzungsbahnhöfen auf dem Abschnitt Altenglan–Lauterecken-Grumbach. Bereits 1968 gab von Seiten der Deutschen Bundesbahn (DB) erste Bestrebungen, die Glantalbahn stillzulegen; dies scheiterte jedoch am Widerstand der Landesregierungen von Rheinland-Pfalz und dem Saarland. Ein erneuter Antrag der DB aus dem Jahr 1973, den Güterverkehr zwischen Altenglan und Lauterecken zum 31. Dezember 1975 einzustellen, setzte sich ebenfalls nicht durch.
Am 31. Mai 1985 wurde der Personenverkehr zwischen Altenglan und Lauterecken-Grumbach eingestellt; Bedeutung hatte der Streckenabschnitt zuletzt fast ausschließlich im Schülerverkehr gehabt. Obwohl faktisch seit Jahrzehnten keine Hauptbahn mehr, wurde der Glantalbahn-Abschnitt Glan-Münchweiler–Odernheim erst zum 29. September 1985 offiziell zur Nebenbahn herabgestuft.
Zum 6. Januar 1990 folgte die Außerbetriebnahme des Anschlussgleises des benachbarten Steinbruches. Anlass für die Kündigung dieses Anschlusses von Seiten der Bundesbahn war die Tatsache, dass eine Erneuerung der entsprechenden Gleisanlagen notwendig gewesen wäre.

### Entwicklung seit 1991
1991 wurde auch der Güterverkehr nach Ulmet eingestellt. Zunächst stellte die DB auf diesem Abschnitt mehrere ausrangierte Güterwagen ab, ehe sie bereits im Sommer des Folgejahres aufgrund von Protesten der Einwohner Bedesbachs wieder abtransportiert wurden. Ebenfalls 1992 wurde das Stilllegungsverfahren für den Abschnitt Altenglan–Lauterecken eingeleitet, was jedoch durch die Umwandlung der DB in die Deutsche Bahn AG zum 31. Dezember 1993 ausgesetzt wurde. Am 6. Juli selben Jahres befuhr noch einmal ein Unkrautspritzzug die Teilstrecke, der zugleich der letzte durchgehende Zugfahrt bildete. Im Folgejahr bot sich eine Perspektive, die Glantalbahn zwischen Altenglan und Bedesbach für den Güterverkehr zu reaktivieren, um den Abtransport von Schotter zu erleichtern. Aus diesem Grund inspizierten Ingenieure der Deutschen Bahn im Oktober des Jahres den Streckenabschnitt, ohne dass das Vorhaben in der Folgezeit realisiert wurde.
Um eine endgültige Stilllegung des Streckenabschnitts Altenglan–Staudernheim einschließlich Streckenabbau zu verhindern, hegten Studenten der Technischen Universität Kaiserslautern Pläne, wonach auf der Glantalbahn zwischen Altenglan und Staudernheim ein Betrieb mit Eisenbahn-Draisinen eingerichtet werden solle. Zu den Unterstützern dieses Projekts gehörte der Kuseler Landrat Winfried Hirschberger, dem im Jahr 2000 schließlich die Verwirklichung gelang. Seit 2000 ist der Bahnhof Bedesbach-Patersbach eine Draisinenstation auf der Glanstrecke.

## Bauwerke
Der Bahnhof erhielt ein kleineres Empfangsgebäude. Es handelte sich, wie bei vielen anderen entlang der Strecke, um ein Sandsteinbauwerk.

## Verkehr

### Personenverkehr
Im Jahr 1905 wurden am Bahnhof Bedesbach-Patersbach insgesamt 8117 Fahrkarten verkauft. Mit der durchgehenden Eröffnung der Glantalbahn wurde der Bahnhof von fünf Zugpaaren angefahren. Bis zum Ausbruch des Ersten Weltkrieges erhöhte sich die Zahl auf sechs, um sich nach Kriegsende zu halbieren. 1929 fuhren zehn Zugpaare Bedesbach-Patersbach an, was zugleich der Höchststand hinsichtlich der Frequentierung des Bahnhofs war. In den 1930er Jahren und im Zweiten Weltkrieg waren es nur noch sechs und unmittelbar danach drei. In den nächsten drei Jahrzehnten schwankte die Zahl zwischen fünf und sieben; zum Zeitpunkt der Stilllegung verkehrten drei Zugpaare an Werktagen.

### Güterverkehr
Entlang des Streckenabschnitt Altenglan–Lauterecken-Grumbach war Bedesbach-Patersbach stets der wichtigste Gütertarifpunkt. So wurden 1905 beispielsweise 7050,95 Tonnen Güter empfangen beziehungsweise verkauft. Das Aufkommen ab den 1920er Jahren wurde hauptsächlich durch den nahegelegenen Bedesbacher Steinbruch getragen, dessen Anschlussgleise sich südöstlich des Bahnhofs befanden. Folglich fuhren jahrzehntelang mit Schotter beladene Ganzzüge von diesem ab, deren Fracht in großen Teilen Deutschlands unterschiedlichen Gleisbaustellen diente. Im Rangierbahnhof Einsiedlerhof an der Bahnstrecke Mannheim–Saarbrücken fand ab den 1960er Jahren ein Lokwechsel dieser Züge statt. Im Steinbruch selbst war außerdem eine Kleinlokomotive stationiert, die nach der Kündigung des Gleisanschlusses weiterhin – nun funktionslos – vor Ort befand.
1920 verkehrte ein Nahgüterzug vom Güterbahnhof Ebernburg an der Alsenztalbahn, der entlang der Glantalbahn neben Bedesbach-Patersbach alle weiteren Bahnhöfe zwischen Lauterecken-Grumbach und Homburg versorgte.
Bis etwa 1980 bestand für das ebenfalls in der Nähe gelegene NATO-Tanklager ein Anschlussgleis nördlich der Bahnstation, das jedoch nur selten befahren wurde, so beispielsweise als es im Winter 1963/1964 sehr kalt war und somit innerhalb von Südwestdeutschland die Versorgung mit Öl sehr knapp war.